# Rio Siemens
O rio Siemens é um curso de água que banha o estado do Paraná. 